# Markus Wolf

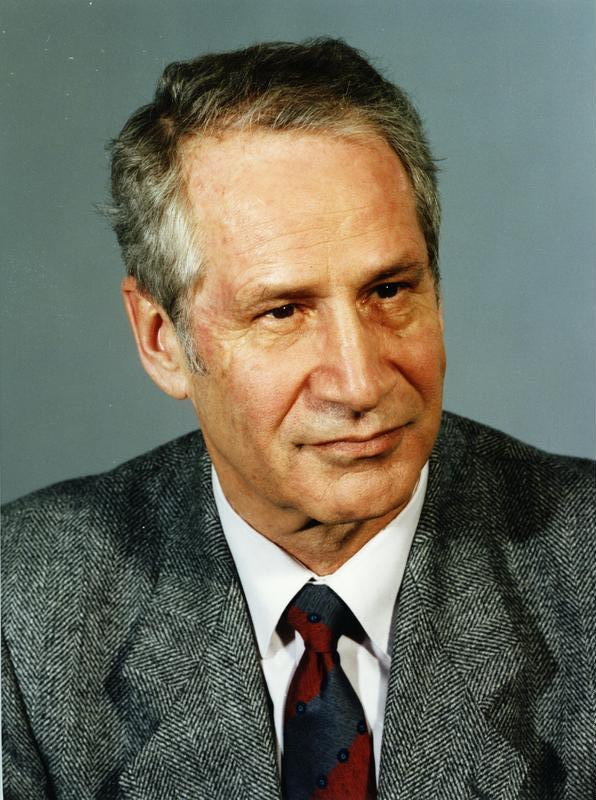
Markus Wolf (1989)

Markus Johannes (Mischa) Wolf (Hechingen, Weimarrepubliek, 19 januari 1923 - Berlijn, Duitsland, 9 november 2006) was een geheim agent van de Duitse Democratische Republiek (DDR), het vroegere Oost-Duitsland. Van 1952 tot 1986 had hij de leiding van de buitenlandafdeling van de Stasi.
Zijn vader Friedrich Wolf was arts. Zijn broer was de in de DDR zeer bekende filmregisseur Konrad Wolf. Zijn vader was Joods en actief communist, daarom emigreerde de familie Wolf in 1933 eerst naar Zwitserland, later naar Frankrijk en in 1934 naar de Sovjet-Unie.
Markus Wolf studeerde sinds 1940 luchtvaarttechniek in Moskou en werd in 1942 lid van de KPD. Vanaf 1943 was hij redacteur bij de Duitse volkszender in Moskou. In 1945 keerde hij tegelijk met de groep Ulbricht terug naar Duitsland, met het doel in de Sovjet-bezettingszone in Duitsland als journalist te werken. Hij kwam terecht bij de zender Berliner Rundfunk. In 1952 kreeg hij de leiding van de buitenlandse inlichtingendienst van de DDR. Hij werd in 1956 chef van de Hauptverwaltung Aufklärung en daarmee tevens tweede man van het Ministerium für Staatssicherheit (Stasi) van Erich Mielke. Hij bouwde een spionagenet op met ongeveer 4000 agenten in het buitenland.
In 1986 verliet hij de Stasi en na de val van de Berlijnse Muur in 1989 ging hij naar Moskou, waarvan hij in 1991 terugkeerde. In 1993 werd hij gearresteerd wegens landverraad en omkoping en kreeg hij in eerste instantie zes jaar gevangenisstraf. Deze hoefde hij echter niet uit te zitten, omdat het Bundesverfassungsgericht, het Duitse constitutionele gerechtshof dat recht en rechtspraak toetst aan de grondwet, spionage als zodanig niet strafbaar bevond. In 1997 werd Markus Wolf echter tot twee jaar voorwaardelijk veroordeeld wegens vrijheidsroof.